# Magazyn Perkusista
Magazyn Perkusista – ogólnopolski miesięcznik dla perkusistów. Wydawany przez wydawnictwo AVT-Korporacja Sp. z o.o. w nakładzie 9 tys. egzemplarzy. Redaktorem naczelnym miesięcznika jest Maciej Nowak. Każdy numer zawiera spostrzeżenia artystyczne, lekcje gry na perkusji oraz porady dotyczące m.in. nagrań studyjnych, czy doradztwa zawodowego. 
Do każdego wydania Perkusisty dołączana była płyta DVD z nagraniami prezentacji sprzętu oraz odcinkami warsztatów. Od września 2015 roku zrezygnowano z wydawania płyty na rzecz poszerzenia treści i umieszczenia ich na stronie wydawnictwa jako darmowy materiał do ściągnięcia dla wszystkich posiadaczy danego egzemplarza magazynu. Prenumeratorzy dodatkowo otrzymują z każdym numerem dwustronny plakat.
Na łamach czasopisma publikowali m.in. Tomasz Łosowski, Piotr Pniak, Beata Polak oraz Paweł Jaroszewicz.
W 2016 roku czasopismo utworzyło dodatek dotyczący wyłącznie instrumentów perkusyjnych o nazwie Perkusjonista.